# おやすみラフマニノフ
『おやすみラフマニノフ』は、中山七里による日本の小説。ピアニストの岬洋介が登場する岬洋介シリーズの第2作である。
なお時系列順として『さよならドビュッシー』のすぐ後とされている。

## あらすじ
音大生の城戸晶は生活に困窮していた。実家からの仕送りが途絶え、練習時間をアルバイトに充てても学費を払いきれず、学生課からも請求書が届く有り様だった。そんな中、“稀代のラフマニノフ弾き”と呼ばれる学長・柘植彰良と定期演奏会で共演するメンバーをオーディションによって選ぶことが須垣谷教授によって告げられる。この演奏会は国内外の音楽関係者からも注目されているうえ、コンマスはストラディバリウスを使用でき、更には後期の学費も免除されるのだ。これを蜘蛛の糸と捉えた晶は、臨時講師の岬洋介に励まされながらも一心不乱に練習に取り組み、なんとかコンマスの座を射止める。それからの日々は、晶にとってストラディバリウスと共に過ごせる夢のようなものだったが、ある日、彰良の孫娘である初音が使用する時価2億円のチェロ（ストラディバリウス）が保管室から盗み出され、保管室の楽器は事件が解決するまで使用できなくなってしまった。
晶に頼まれて岬が現場を検証した結果、小さな半透明の欠片が見つかった。岬は何かに気付いたようだったが、晶が答えを訊く前に須垣谷教授が岬を連れ去ってしまう。晶がこっそりあとを付けていくと、大学関係者が大麻の密輸に関わっているという話が聞こえてきた。その後も準備室に保管されていたピアノの破壊、大学の公式サイトへの殺人予告など事件は続き、ついに大学の理事会は定期演奏会を中止することを発表した。だが、オケのメンバーにとって、国内外の音楽関係者が集まる定期演奏会は将来の懸かったものであり、理事会と対立することになる。そんな一触即発の状況で岬はある提案をし、その場はなんとか取り持たれた。しかし、その提案とは「学長の代わりとして下諏訪美鈴にピアノを弾いてもらう」というものだった。これには美鈴の性格を知るオケのメンバーからの反発があった。だが、美鈴のピアノは岬の新鮮で具体的な指導によってオケとの親和性を次第に増していくのだった。
そして、演奏会当日。総勢56人のオーケストラが渾身の演奏を終えたあと、岬は一連の事件の真相を語り始める。

## 登場人物
岬 洋介（みさき ようすけ）
晶の通う愛知音楽大学の臨時講師で新進のピアニスト。
柘植 彰良（つげ あきら）
晶の通う愛知音楽大学の学長。
世界を舞台に活躍するピアニストだったが、高齢を理由に表舞台に出なくなっている。
大学の定期演奏会でラフマニノフを演奏する予定だったが、殺人予告が届くことで演奏会から退くこととなる。
城戸 晶（きど あきら）
音大生。ヴァイオリニスト。貧乏なため、アルバイトをしながら音大に通っている。そのため練習不足の状態が長い間続いていた。
定期演奏会でコンサートマスターを務めることになる。
ヴァイオリニストだった母親からもらったチチリアティを大切にしている。
下諏訪 美鈴（しもすわ みすず）
音大生。ピアニスト。
アサヒナ・ピアノコンクールでまたも優勝できなかったため、実績を作ることに焦っていた。
定期演奏会の指導をする岬の指導を受けて次第に演奏スタイルが変わっていく。
柘植 初音（つげはつね）
学長の孫娘。音大生。チェリスト。
完全密室で保管されていた、時価2億円のチェロ、ストラディバリウスが盗まれる被害に遭う。

## 曲目
作品中に登場する曲目
- ピアノ協奏曲第5番 ：ベートーヴェン

- 冒頭で岬がピアノ演奏。

- トロイメライ：シューマン
- ピアノ協奏曲第2番：ラフマニノフ
- ヴァイオリン協奏曲第2番第3楽章「鐘のロンド」：ニコロ・パガニーニ
- ラ・カンパネラ：リスト
- 24の奇想曲 第24番：ニコロ・パガニーニ
- ヴァイオリン協奏曲：チャイコフスキー
- 前奏曲嬰ハ短調：ラフマニノフ